# Beppo (escultor)
Jean Laugier, conocido como Beppo , es un escultor francés nacido el 22 de junio de 1943 en Aix-en-Provence. 